# Thiant
Thiant település Franciaországban, Nord megyében. Lakosainak száma 2963 fő (2022. január 1.). Thiant Prouvy, Douchy-les-Mines, Haspres, Haulchin, Maing és Monchaux-sur-Écaillon községekkel határos.

## Népesség
A település népessége az elmúlt években az alábbi módon változott:
| Lakosok száma | 2649 | 2756 | 2860 | 2917 | 2998 | 2999 | 3000 | 3011 | 2963 |
|               | 2013 | 2015 | 2016 | 2017 | 2018 | 2019 | 2020 | 2021 | 2022 |